# Frank Terpe

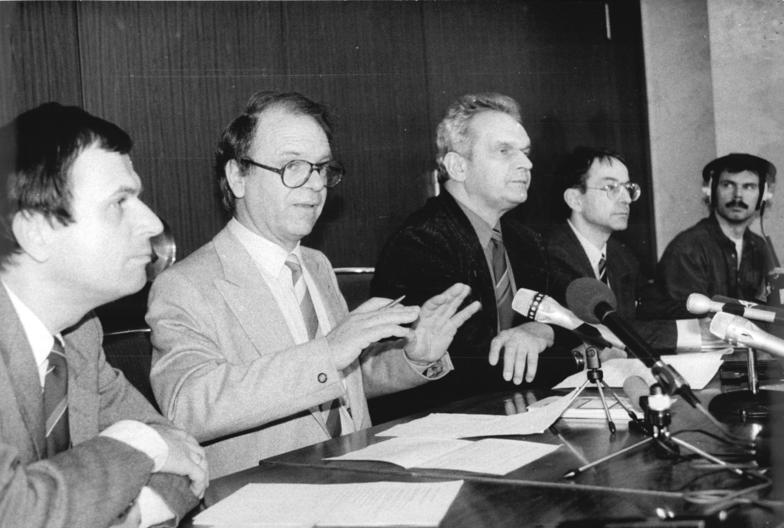
Terpe bei einer Pressekonferenz, 3. von links (1990)

Frank Terpe (* 10. Oktober 1929 in Nünchritz bei Riesa; † 8. April 2013) war ein deutscher Mathematiker und Politiker (SPD). Er war Professor an der Universität Greifswald. Von April bis August 1990 war er Minister für Forschung und Technologie der DDR.

## Ausbildung und Beruf
Nach dem Abitur 1948 in Riesa studierte Frank Terpe bis 1954 an der Ernst-Moritz-Arndt-Universität Greifswald (EMAU) Mathematik und Physik. Nach seinem Studium wurde er wissenschaftlicher Assistent, später Oberassistent, an der Universität Greifswald. 1962 promovierte er mit der Arbeit Zur deskriptiven Theorie der Integration. 1967 habilitierte er sich mit der Schrift Theorie des maximalen Integrals. 1969 wurde er zum ordentlichen Professor für Analysis berufen. Von 1971 bis 1980 war Terpe Direktor der Sektion Mathematik der EMAU. Nach seiner Amtszeit als Minister und der deutschen Wiedervereinigung kehrte er an die Universität Greifswald zurück, wo er bis 1992 lehrte. Im Jahr darauf wurde er emeritiert.

## Politik
Im November 1989 trat Terpe in die SDP (später SPD) ein. Im Februar 1990 wurde er in den Parteivorstand gewählt. Nach der ersten freien Volkskammerwahl 1990 war er von März bis Oktober 1990 Mitglied der Volkskammer der DDR. Hier war er stellvertretender Fraktionsvorsitzender der SPD-Fraktion. Am 12. April 1990 wurde er in der Regierung de Maizière zum Minister für Forschung und Technologie der DDR ernannt (Nachfolger des bisherigen Ministers für Wissenschaft und Technik Peter-Klaus Budig). Nachdem de Maizière am 16. August den SPD-Finanzminister Walter Romberg entlassen hatte, traten die anderen Minister der SPD, so auch Terpe, am 20. August 1990 von ihren Ämtern zurück.

## Familie
Sein 1954 geborener Sohn Harald Terpe war von 2005 bis 2017 für Bündnis 90/Die Grünen Mitglied des Deutschen Bundestages.